# Leon Jessel
Leon Jessel (ur. 22 stycznia 1871 w Szczecinie, zm. 4 stycznia 1942 w Berlinie) – niemiecki kompozytor, autor operetek.
Urodził się w rodzinie żydowskiego kupca. Młodość spędził w Szczecinie, od roku 1891 działał jako kapelmistrz w wielu miastach niemieckich – m.in. w Gelsenkirchen, Mülheim an der Ruhr, później też w Kilonii, Szczecinie i Chemnitz. Po 1911 działał w Berlinie, gdzie w 1917 wystawił z sukcesem swoją najbardziej znaną operetkę pt. Das Schwarzwaldmädel (Dziewczę ze Szwarcwaldu) do libretta Augusta Neidharta. Jest też autorem marsza Die Parade der Zinnsoldaten. Po dojściu do władzy Hitlera prześladowany z powodu żydowskiego pochodzenia, Leon Jessel został ciężko pobity przez Gestapo w katowni przy Alexanderplatz w Berlinie i zmarł 4 stycznia 1942 w berlińskim szpitalu żydowskim.